# Diamond Wave
DIAMOND WAVE – szósty album studyjny japońskiej piosenkarki Mai Kuraki, wydany 2 sierpnia 2006 roku. Utwór Aitakute... został wykorzystany w filmie Osaka Hamlet (jap. 大阪ハムレット Ōsaka Hamuretto). Album osiągnął 3 pozycję w rankingu Oricon i pozostał na liście przez 12 tygodni, sprzedał się w nakładzie 132 476 egzemplarzy. Album zdobył status złotej płyty.

## Lista utworów
Wszystkie słowa są autorstwa Mai Kuraki.
| CD  |                                                            |                                |                                |       |
| Nr  | Tytuł                                                      | Kompozycja                     | Aranżacja                      | Czas  |
| 1.  | "Diamond Wave"                                             | Akihito Tokunaga               | Akihito Tokunaga               | 4:55  |
| 2.  | "Ready for love"                                           | Munetaka Kawamoto              | Day Track                      | 3:41  |
| 3.  | "Best of Hero" (jap. ベスト オブ ヒーロー Besuto obu Hīrō) | Akihito Tokunaga               | Akihito Tokunaga               | 4:14  |
| 4.  | "Juliet"                                                   | Hitoshi Okamoto                | Hitoshi Okamoto                | 3:52  |
| 5.  | "Growing of My Heart"                                      | Aika Ōno                       | Takeshi Hayama                 | 4:24  |
| 6.  | "Aitakute..." (jap. 会いたくて...)                         | Akihito Tokunaga               | Akihito Tokunaga               | 4:31  |
| 7.  | "Hologram" (jap. ホログラム Horoguramu)                    | Akihito Tokunaga               | Akihito Tokunaga               | 4:08  |
| 8.  | "State of mind"                                            | Aika Ōno                       | Takeshi Hayama                 | 4:29  |
| 9.  | "Ima kimi to koko ni" (jap. 今 君とここに)                 | Masaaki Watanuki               | Day Track                      | 4:25  |
| 10. | "Cherish the day"                                          | Masaki Kurechi                 | Yoshinobu Ōga                  | 4:005 |
| 11. | "I sing a song for you"                                    | Aika Ōno                       | Aika Ōno                       | 3:53  |
| 12. | "Voice of Safest Place"                                    | Aika Ōno                       |                                | 4:59  |
| DVD |                                                            |                                |                                |       |
| Nr  | Tytuł                                                      | Tytuł                          | Tytuł                          | Czas  |
| 1.  | "Diamond Wave" Promotion Video                             | "Diamond Wave" Promotion Video | "Diamond Wave" Promotion Video |       |
| 2.  | Making of "Diamond Wave"                                   | Making of "Diamond Wave"       | Making of "Diamond Wave"       |       |

## Notowania
| Lista                       | Pozycja |
| --------------------------- | ------- |
| Oricon Weekly Albums Chart  | 3       |
| Oricon Monthly Albums Chart | 7       |
| Oricon Yearly Albums Chart  | 101     |